# Luise Voigt
Luise Voigt, auch Louise Voigt (* 28. November 1854 in Kuttenberg als Louise von Erhart; † 7. September 1919 in Wien) war eine österreichische Schriftstellerin.

## Leben
Voigt war die Tochter eines Offiziers. Bereits in jungen Jahren heiratete sie den Eibenschützer Bezirksrichter Emanuel Voigt, mit dem sie zwei Kinder hatte. Nach dessen Tod 1887 kehrte sie nach Kuttenberg zurück, um 1891 übersiedelte sie nach Wien. 1919 starb sie im Sophienspital.

## Werke
- Von Herz zu Herz. Novelle. Hinstorff, Danzig 1890.
- Rauschgold. Erzählung. Daberkow, Wien 1891.
- Hertha. Der Rechte. Novellen. Fischer, Dresden 1899.
- Schloss Werdenberg. Feigheit. Novellen. Fischer, Dresden 1899.
- Das Vermächtnis. Novelle. Fischer, Dresden 1899.
- Kein Opfer. Roman. Enßlin & Laiblin, Reutlingen 1902.